# てれのんた
てれのんたは、NHK山口放送局が、2006年4月3日から2007年3月9日まで放送された地域情報番組。曜日ごとにひとつのテーマを取り上げ、役立つ情報をわかりやすく、楽しく届ける番組。月曜は「健康」、火曜「趣味カルチャー」、水曜「料理」、木曜「子育て」と、4つのテーマを設定していた。

## 放送時間
- 月 - 金 17:30 - 18:00

## キャスター
- 高橋幸子

## 内容

### 月曜日から木曜日
- 17:30 オープニング
- 17:32 日替わりコーナーI
  - （月）健康 - ▽ヨガ ▽太極拳
  - （火）趣味カルチャー - ▽パソコン ▽ガーデニング ▽地上デジタル
  - （水）料理 - ▽和食 ▽洋食 ▽お菓子
  - （木）子育て - ▽遊び ▽離乳食 ▽しつけ ▽病気
- 17:43 こんにちは大浜です
- 17:48 日替わりコーナーII
  - （月）健康 - ▽食事カロリーチェック
  - （火）趣味カルチャー - ▽用語解説 ▽裏技
  - （水）料理 - ▽教えますプロの技
  - （木）子育て - ▽絵本&グッズ紹介
- 17:53 いとしのmyペット
- 17:55 気象情報
- 17:58 エンディング

### 金曜日
- 17:30 オープニング
- 17:32 中継
  - 宮本和知のストライク温泉 - 一部の回は北九州局の「なんしよ～ん!?北九州」でも月曜日に放送されていた
  - ふるさと広報局
  - ステージBOX
- 17:55 気象情報
- 17:58 エンディング